# État de siège
Pour les articles homonymes, voir État de siège (homonymie).
L'état de siège est un dispositif juridique généralement mis en œuvre par le gouvernement en cas de péril imminent (insurrection armée ou invasion étrangère) pour la nation. 
Il comprend plusieurs dispositions :
- l'armée remplace la police pour la sécurité publique ;
- certaines libertés de l’État de droit (circulation, manifestation, expression) sont fortement restreintes ;
- les médias sont contrôlés ;
- un couvre-feu entre en vigueur sur le territoire concerné par l’état de siège ;
- la mobilisation nationale peut être décidée ;
- les tribunaux civils sont remplacés par des tribunaux militaires ;
- surveillance accrue de la population.